# Antony Garrett Lisi

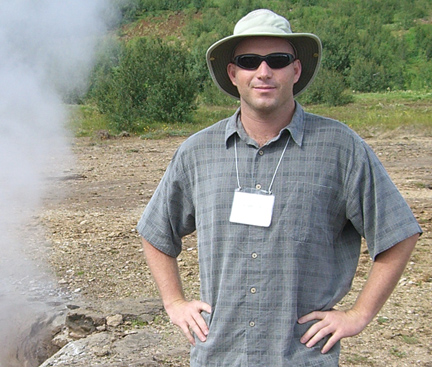
Antony Garrett Lisi

Antony Garrett Lisi (nacido el 24 de enero de 1968), conocido como Garrett Lisi, es un físico teórico estadounidense. Lisi trabaja como investigador independiente sin cargo académico.
Lisi es conocido por "An Exceptionally Simple Theory of Everything" (Una teoría del todo excepcionalmente simple), un artículo que propone una teoría del campo unificado basada en el grupo de Lie E8, que combina la física de las partículas con la teoría de la gravitación de Einstein. La teoría está incompleta y tiene problemas sin resolver. La teoría ha sido ampliamente criticada en la comunidad científica.

## Educación
Lisi se licenció con los máximos honores en física y matemáticas por la Universidad de California en Los Ángeles en 1991. Lisi se doctoró en física por la Universidad de California en San Diego en 1999. Lisi dejó entonces el mundo académico.

## Investigación en física
El 8 de mayo de 2006, en un preprint arXiv, "Quantum mechanics from a universal action reservoir," Lisi propuso que la formulación integral de caminos de la mecánica cuántica puede derivarse de la teoría de la información y de la existencia de un depósito de acción universal.